# Internazionali di Tennis di Bergamo 2009
Gli Internazionali di Tennis di Bergamo 2009 sono stati un torneo professionistico di tennis maschile giocato sul cemento indoor, che faceva parte dell'ATP Challenger Tour 2009. Si è giocato a Bergamo in Italia dal 2 all'8 marzo 2009.

## Partecipanti

### Teste di serie
| Nazionalità | Giocatore       | Ranking* | Testa di serie |
| ----------- | --------------- | -------- | -------------- |
| Francia     | Fabrice Santoro | 58       | 1              |
| Germania    | Björn Phau      | 95       | 2              |
| Rep. Ceca   | Ivo Minář       | 101      | 3              |
| Kazakistan  | Andrej Golubev  | 115      | 4              |
| Germania    | Michael Berrer  | 121      | 5              |
| Germania    | Benjamin Becker | 123      | 6              |
| Germania    | Daniel Brands   | 136      | 7              |
| Germania    | Simon Stadler   | 140      | 8              |

- Ranking al 31 gennaio 2009.

### Altri partecipanti
Giocatori che hanno ricevuto una wild card:
- Daniele Bracciali
- Marco Crugnola
- Filip Krajinović
- Florian Mayer

Giocatori passati dalle qualificazioni:
- Johan Brunström
- Pierre-Ludovic Duclos
- Giuseppe Menga
- Filip Prpic

Giocatori con uno Special Exempt: 
- Ruben Bemelmans
- David Marrero

## Campioni

### Singolare
Lukáš Rosol ha battuto in finale  Benedikt Dorsch,  6–1, 4–6, 7–6(3).

### Doppio
Karol Beck /  Jaroslav Levinský hanno battuto in finale  Chris Haggard /  Pavel Vízner con il punteggio di 7–6(6), 6–4.